# Středotónové ladění
Středotónové ladění je nerovnoměrně temperované hudební ladění vynalezené v průběhu 16. století a používané především v dobách raného baroka. Nejčastěji je tímto termínem označováno 1/4-koma středotónové ladění, o kterém se v roce 1511 poprvé zmínil Arnold Schlick a které podrobně popsal Pietro Aron v roce 1523.

## Popis
Až do vrcholného středověku se za konsonantní intervaly považovaly jen oktáva, kvinta a kvarta; až postupem času se k nim začaly řadit i tercie a sexta. Starověké Pythagorejské ladění odráží tento dobový úzus – preferuje čisté kvinty a kvarty na úkor tercií a sext, které v tomto ladění znějí v souzvucích disonantně.
S potřebou konsonantních čistých (Didymických) tercií s poměrem frekvencí 5:4 se objevila temperovaná ladění, k nimž patří i ladění středotónová. Temperováním (mírným zmenšením) každé kvinty dojde také ke zmenšení příliš širokých pythagorejských velkých tercií 81:64 (407,82 centů) a jejich přiblížení k požadovaným čistým terciím 5:4 (386,31 c). Jelikož interval (rozdíl) mezi Pythagorejskou a Didymickou velkou tercií je označován jako syntonické koma (81:80, 21,51 c), je míra temperatury (míra zmenšení kvinty) obvykle vyjadřována zlomkem syntonického komatu.
Temperovaných kvint je 11, zbylá dvanáctá kvinta z kvintového okruhu má odlišnou „zbývající“ velikost. Ve středotónových laděních s velkými terciemi blízkými čistým terciím 5:4 je tato poslední kvinta velice disonantní a v hudbě nepoužitelná, proto se označuje jako tzv. vlčí kvinta.
Nejběžnější středotónové ladění temperuje každou z jedenácti kvint o čtvrtinu syntonického komatu. Syntonické koma je 81:80, čtvrtina z něj činí (81:80)1/4 (v hudbě se pracuje s geometrickými, nikoliv aritmetickými řadami). Kvinta 3:2 zmenšená o (81:80)1/4 je (3:2)/(81:80)1/4 = 1,495 (696,58 c). Kvinty jsou tedy o 5,38 centů užší než kvinty čisté (701,96 c), velké tercie vycházejí jako čisté.
Nevýhodou didymického čistého ladění je, že obsahuje dva druhy celých tónů: velký celý tón (9:8) a malý celý tón (10:9). Tyto celé tóny jsou středotónovým temperováním nahrazeny celými tóny o jednotné velikosti {\displaystyle {\sqrt {5}}:{2}}. Takto temperovaný tón se nachází přesně ve středu mezi oběma čistými celými tóny, což dalo i název tomuto druhu ladění. Pro postup temperování celého viz tón D v tabulce sekce „Stavba 1/4-koma středotónového ladění“, fakt, že středotónově temperovaný celý tón leží mezi dvěma druhy čistých celých tónů, je dokázán níže.
{\displaystyle {\sqrt {{\frac {9}{8}}\cdot {\frac {10}{9}}}}={\sqrt {\frac {5}{4}}}={\sqrt {5}}:2}
Jelikož kvinty 696,58 centů mohou být někdy příliš úzké (podobně jako malé tercie 310,26 centů), byly vytvořeny i jiné typy středotónového ladění, ve kterých se kvinty temperují o 1/6, 1/5, 2/7, 1/3 nebo jinou část syntonického komatu. Při temperování o 1,96 centů (přibližně 1/11 komatu) je vytvořené středotónové ladění zároveň laděním rovnoměrně temperovaným. Mezi středotónová ladění bývá zařazováno i ladění pythagorejské, které je vlastně 0-koma středotónovým laděním.

## Stavba 1/4-koma středotónového ladění
Tabulka ukazuje odvození intervalů 1/4-koma středotónového ladění od základního tónu C; mocniny čísla 2 ve výpočtu relativní frekvence (například ve výpočtu tónu E: 81/16 · 1/4 : 81/80) nemají žádný hlubší vnitřní řád, slouží jen jako oktávové transpozice k poskládání tónů do rozmezí jedné oktávy tak, aby relativní frekvence vycházely v rozmezí 1 až 2.
Jelikož je 1/4-koma středotónové ladění konstruované velmi podobným způsobem jako Pythagorejské ladění, neexistuje v něm enharmonická záměna. Jasné to je při pohledu na tabulku: ve vzorci pro výpočet tónu Eb figuruje podíl frekvencí 8/27; pro výpočet D# (o kvintu výše než G#; není v tabulce) již 19683/512.
| Označení tónu | Výpočet relativní frekvence | Relativní frekvence | Centy   | Interval        |
| ------------- | --- | ------------------- | ------- | --------------- |
| Eb            | {\displaystyle {\frac {8}{27}}\cdot \left({\frac {81}{80}}\right)^{\frac {3}{4}}\cdot 4={\frac {1}{\sqrt[{4}]{5^{3}}}}\cdot {4}}                                  | 1,19627902498       | 310,26  | malá tercie     |
| Bb            | {\displaystyle {\frac {4}{9}}\cdot \left({\frac {81}{80}}\right)^{\frac {2}{4}}\cdot 4={\frac {1}{\sqrt {5}}}\cdot {4}}                                           | 1,788854382         | 1006,84 | malá septima    |
| F             | {\displaystyle {\frac {2}{3}}\cdot \left({\frac {81}{80}}\right)^{\frac {1}{4}}\cdot 2={\frac {1}{\sqrt[{4}]{5}}}\cdot {2}}                                       | 1,33748060995       | 503,42  | kvarta          |
| C             | {\displaystyle {\frac {1}{1}}=1} | 1                   | 0       | prima           |
| G             | {\displaystyle {\frac {3}{2}}:\left({\frac {81}{80}}\right)^{\frac {1}{4}}={\sqrt[{4}]{5}}}                                                                       | 1,49534878122       | 696,58  | kvinta          |
| D             | {\displaystyle {\frac {9}{4}}\cdot {\frac {1}{2}}:\left({\frac {81}{80}}\right)^{\frac {2}{4}}={\sqrt {5}}\cdot {\frac {1}{2}}}                                   | 1,11803398875       | 193,16  | velká sekunda   |
| A             | {\displaystyle {\frac {27}{8}}\cdot {\frac {1}{2}}:\left({\frac {81}{80}}\right)^{\frac {3}{4}}={\sqrt[{4}]{5^{3}}}\cdot {\frac {1}{2}}}                          | 1,67185076244       | 889,74  | velká sexta     |
| E             | {\displaystyle {\frac {81}{16}}\cdot {\frac {1}{4}}:{\frac {81}{80}}={\frac {5}{4}}}                                                                              | 1,25                | 386,31  | velká tercie    |
| H             | {\displaystyle {\frac {243}{32}}\cdot {\frac {1}{4}}:\left({\frac {81}{80}}\right)^{\frac {5}{4}}={\frac {5}{4}}\cdot {\sqrt[{4}]{5}}}                            | 1,86918597653       | 1082,89 | velká septima   |
| F#            | {\displaystyle {\frac {729}{64}}\cdot {\frac {1}{8}}:\left({\frac {81}{80}}\right)^{\frac {6}{4}}={\frac {5}{4}}\cdot {\sqrt {5}}\cdot {\frac {1}{2}}}            | 1,39754248594       | 579,47  | zvětšená kvarta |
| C#            | {\displaystyle {\frac {2187}{128}}\cdot {\frac {1}{16}}:\left({\frac {81}{80}}\right)^{\frac {7}{4}}={\frac {5}{4}}\cdot {\sqrt[{4}]{5^{3}}}\cdot {\frac {1}{4}}} | 1,04490672653       | 76,05   | zvětšená prima  |
| G#            | {\displaystyle {\frac {6561}{256}}\cdot {\frac {1}{16}}:\left({\frac {81}{80}}\right)^{2}={\frac {25}{16}}}                                                       | 1,5625              | 772,63  | zvětšená kvinta |

Takto mimo jiné dostaneme následující intervaly:
- Osm čistých velkých tercií: Eb-G, Bb-D, F-A, C-E, G-H, D-F#, A-C#, E-G#
- Jedenáct středotónově temperovaných kvint: Eb-Bb, Bb-F, F-C, C-G, G-D, D-A, A-E, E-H, H-F#, F#-C#, C#-G#
- Jednu vlčí kvintu, která již zní velmi rozladěně: G#-Eb s poměrem frekvencí

{\displaystyle 2\cdot {\frac {32}{27}}\cdot \left({\frac {81}{80}}\right)^{\frac {3}{4}}\cdot {\frac {16}{25}}={\frac {1024}{675}}\cdot \left({\frac {81}{80}}\right)^{\frac {3}{4}}\approx {\frac {3{,}0625}{2}}\approx 737{,}64\,\mathrm {centu} }
Ve středotónovém ladění existuje pouze 8 čistých velkých tercií, zbylé čtyři se dají odvodit pouze ze zmenšených kvart. Například velká tercie od tónu H je D#; D# ale v dvanáctitónové chromatické stupnici od základního tónu C není ve středotónovém ladění obsaženo, proto se musíme „spokojit“ s Eb. Disonantnost pramení z již zmíněného faktu, že ve středotónovém ladění neexistuje enharmonická záměna – Eb se nerovná D#.
- Zbývající čtyři rozladěné velké tercie (zmenšené kvarty) jsou: H-Eb, F#-Bb, C#-F, G#-C s poměrem frekvencí

{\displaystyle {\frac {32}{25}}\approx 427{,}37\,\mathrm {centu} }
Středotónové ladění je tedy použitelné pouze pro tóniny blízké základnímu tónu; ve vzdálenějších tóninách se již začínají objevovat disonantní velké tercie nebo vlčí kvinta, což má za následek špatný sluchový vjem pro posluchače.

## Praktický postup při středotónovém ladění
Je jasné, že v období raného baroka neměli varhanáři takové matematické vzdělání ani prostředky, aby ladili nástroje podle tabulky, jaká je uvedena výše. Proto se i postupy ladění dědily z generace na generaci podobně jako technologie stavby hudebních nástrojů.
Už jsme pochopili, že základním intervalem pro středotónové ladění byla velká tercie (naladěná čistě).
Proto ladění nástroje probíhalo zpravidla naladěním velké tercie F-A. Poté varhanář postupoval od tónu F v kvintovém kruhu podobně jako při pythagorejském ladění, ovšem s tím rozdílem, že každou kvintu naladil o něco níže – a to tak, aby se s kvintou D-A „trefil“ do již naladěného tónu A.
Pokud se netrefil, pak přiměřeně zúžil či rozšířil již naladěné kvinty. Při tom si pomáhal počítáním záznějů.
Pokud se ladiči podařilo interval velké tercie F-A empiricky rozdělit rovnoměrně mezi čtyři „středotónové“ kvinty F-C, C-G, G-D a D-A, pak každá z těchto kvint byla teoreticky o čtvrtinu syntonického komma užší než čistá kvinta.
(Z toho vidíme, že teoretické odvození středotónové kvinty je v podstatě důsledkem empirické praxe.)
Další tóny byly laděny již podle velkých tercií, laděných čistě. Pomocí spodních velkých tercií byly postupně naladěny tóny B (podle D) a Dis (tj. enharmonické Es, podle G) a pomocí svrchních velkých tercií byly pak naladěny tóny E (podle C), H (podle G), Fis (podle D) a Cis (podle A).
Středotónové ladění se ve varhanářské praxi udrželo velmi dlouhou dobu, zmiňuje jej např. ještě Michael Praetorius o sto let později (1618).

## Středotónová ladění s odlišným počtem tónů
Podobně jako v případě pythagorejského ladění nemusí mít kvintový kruh pouze 12 tónů. Např. 1/4-koma středotónové ladění s 31 tóny prakticky eliminuje vlčí kvintu; rovnoměrně temperované ladění dělící oktávu na 31 stupňů je tedy velmi dobrou aproximací 1/4-koma středotónového ladění.